# Casa Branca (Sousel)
Casa Branca es una freguesia portuguesa del concelho de Sousel, con 100,83 km² de superficie y 1.392 habitantes (2001). Su densidad de población es de 13,8 hab/km².